# Templo jaina de Hutheesing
El templo de Hutheesing (en guyaratí: હઠીસિંહનાં દેરા) es un templo jaina situado en  Ahmedabad en Gujarat, India. Fue construido en 1848.

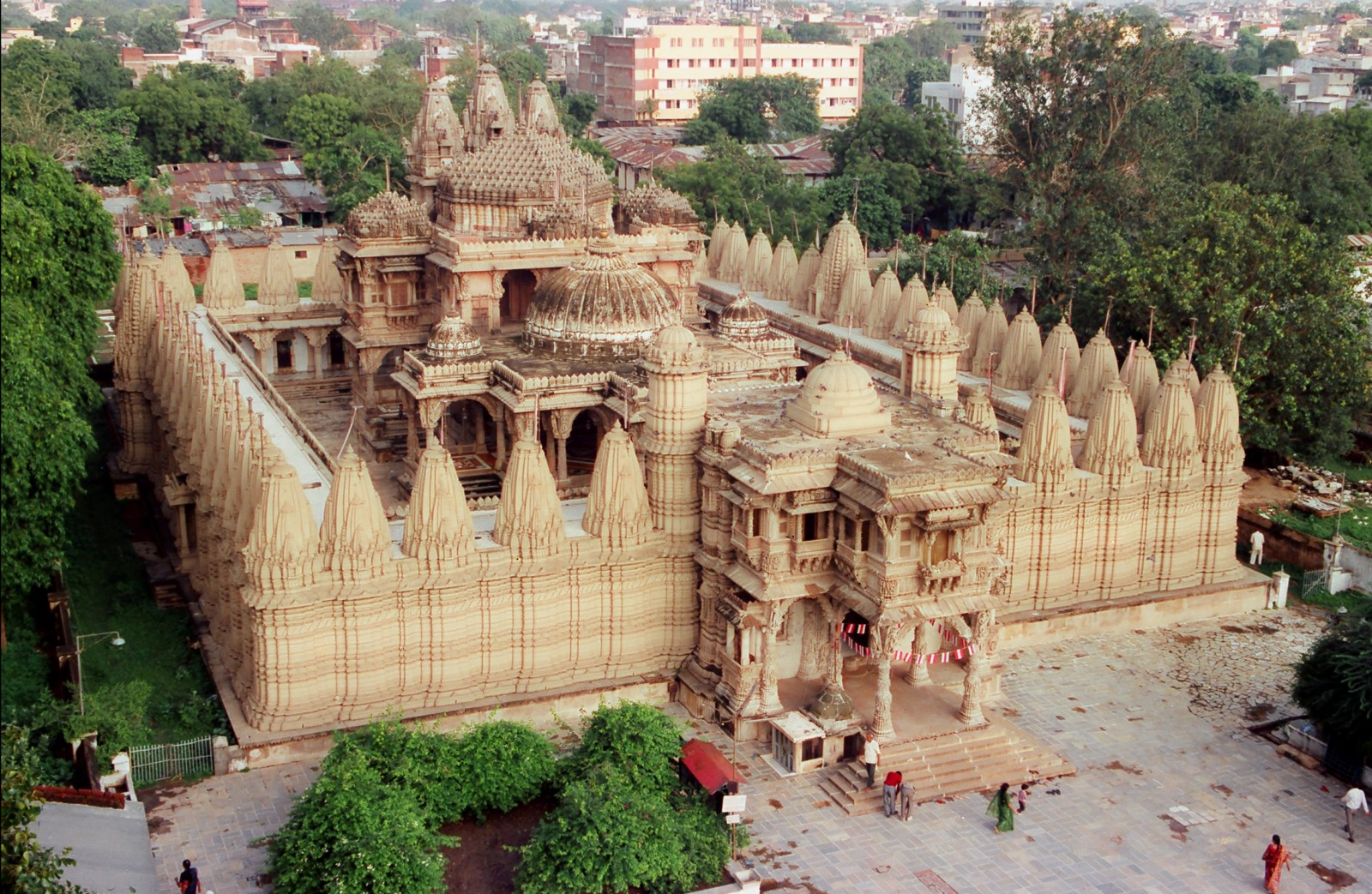
Vista del templo

## Historia

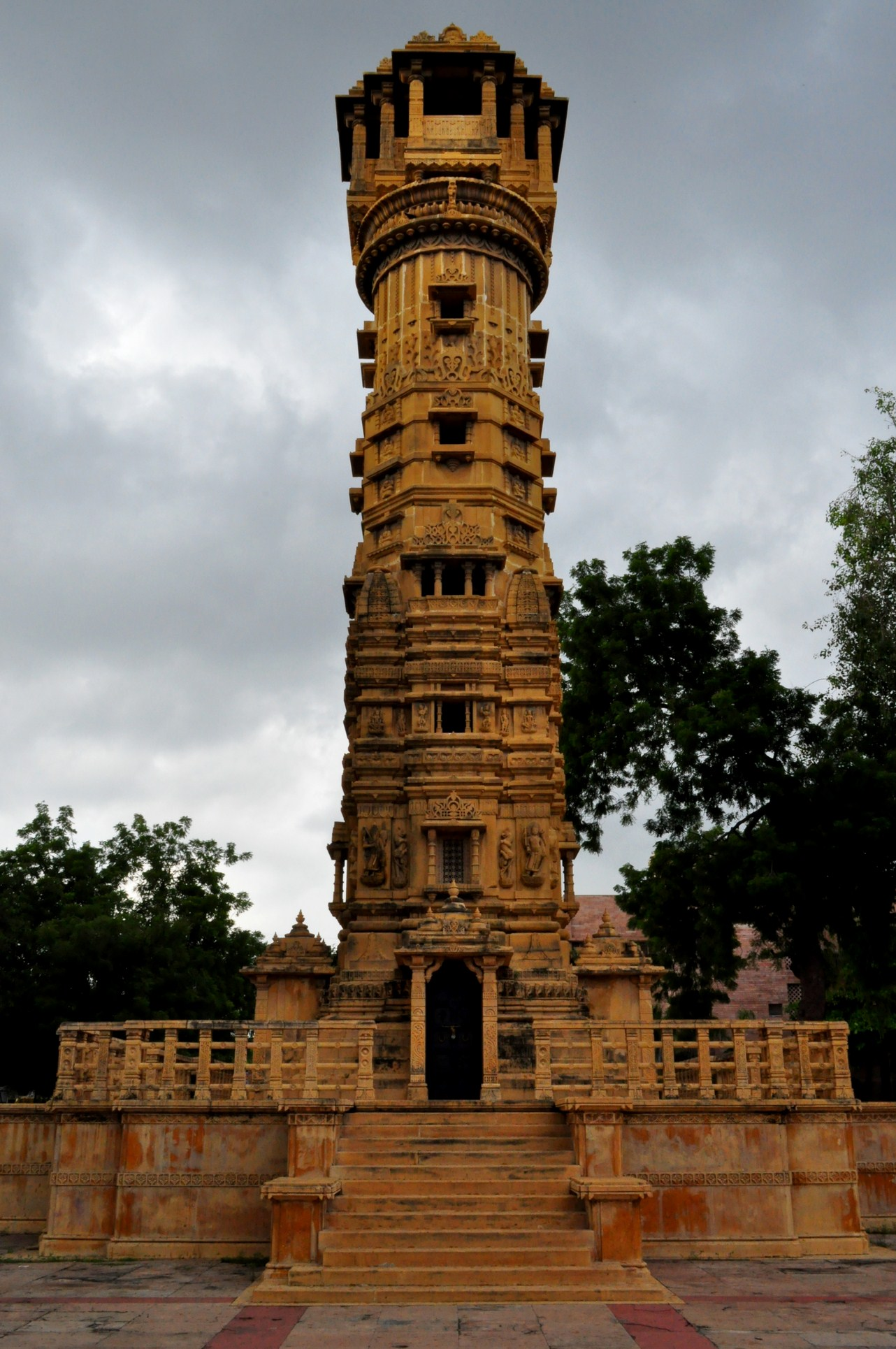
Kirti Stambh o Manastambha del tempplo de Hutheesing

La construcción del templo fue iniciado por Shet Hathisinh Kesarisinh, un mercader rico procedente de Ahmedabad. Tras su muerte a los 49 la construcción fue llevada a cabo y supervisada por su mujer, Shethani Harkunvar. El coste fue notablemente elevado. El templo está dedicado a Dharmanatha, el decimoquinto Tirthankar en el jainismo. 

## Arquitectura
Existen en el interior del templo 52 pequeños santuarios (devakulikas), decorados con imágenes de los Tirthankaras.
El templo contiene una valiosa Manastambha (o columna de la fama) inspirada en otra similar situada en Chittore en Rajastán.